# Inhambane (ciudad)
Inhambane es una ciudad que es la capital de la provincia mozambiqueña homónima, distante a 450 km de Maputo, y forma a su vez un distrito de dicha provincia.

## Geografía
La ciudad de Inhambane está localizada en una península que limita al oeste con la Bahía de Inhambane, en la margen occidental en la cual se encuentra la ciudad de Maxixe. La margen oriental de la península es una extensa costa de playas sobre el Océano Índico, que son un provilegiado destino turístico de muchos mozambicanos y extranjeros.
Administrativamente, la ciudad es un municipio, con un gobierno local elegido. Tiene cerca de 77 mil habitantes.

## Historia
La ciudad de Inhambane ya existía en el siglo X, y fue el puerto más meridional usado por los árabes en su comercio de esclavos.
Vasco da Gama llegó a ella en 1498 y la denominó "Terra da Boa Gente" (Tierra de Gente buena). Inmediatamente reclamó la hermosa y resguardada Bahía de Inhambane para Portugal. Los portugueses se establecieron definitivamente hacia 1534.
En 1763 la ciudad recibió el estatuto de villa y se convirtió en sede de Concejo.

## Educación
En esta ciudad se encuentra la Facultad de Hotelería y Turismo de la Universidad Eduardo Mondlane.